# Герасимець Сергій Сергійович
Сергі́й Сергі́йович Герасиме́ць (нар. 20 серпня 1988, Донецьк, УРСР) — український футболіст, півзахисник «Гірник-Спорт».

## Життєпис
Сергій Сергійович Герасимець народився 20 серпня 1988 року в Донецьку. Батько майбутнього футболіста — відомий білоруський футболіст українського походження Сергій Григорович Герасимець. Сергій Сергійович Герасимець — вихованець столичних «Локомотива» та «Динамо».
Професіональну кар'єру розпочав у футбольних клубах із Київської області, які виступали у Другій лізі чемпіонату України: «Інтер» (Боярка), «Княжа» (Щасливе) та його фарм-клубі «Княжа-2», а також у клубі «Нафком». У складі клубу із Щасливої став переможцем групи «А» Другої ліги, але потім утратив місце в основному складі та виступав за друголіговий фарм-клуб команди із щасливої, «Княжа-2».
У 2009 році перейшов до складу вінницької «Ниви», яка в той час також виступала у Другій лізі. У своєму дебютному сезоні в новому клубі став срібним призером групи «А» Другої ліги. Загалом у складі вінницького клубу в чемпіонатах України зіграв 71 матч та відзначився 18-ма голами, ще 2 матчі (1 гол) у футболці «Ниви» провів у кубку України. Із 2012 по 2014 рік захищав кольори харківського «Геліоса», у складі якого в Першій лізі чемпіонату України зіграв 64 поєдинки та забив 17 м'ячів, ще 2 матчі у складі харків'ян зіграв у кубку України.
Із 2013 по 2016 рік виступав у клубі «Гірник-спорт», який у той час змагався у Другій лізі. У своєму дебютному сезоні в комсомольському клубі став переможцем Другої ліги, а наступного сезону став бронзовим призером Першої ліги. У складі клубу з Горішніх Плавнів у чемпіонатах України зіграв 69 матчів та відзначився 21 голом, ще 1 поєдинок за «Гірник-спорт» провів у кубку України.
У 2016 році перейшов до складу дебютанта Першої ліги, рівненського «Вереса». З цією командою вдруге в кар'єрі став бронзовим призером другого за рівнем українського дивізіону, а команда завоювала право виступати в Прем'єр-лізі. Перед стартом наступного сезону Герасимець разом з партнером по «Вересу» Ігорем Сікорським перебрався в «Миколаїв».

## Досягнення
- Перша ліга чемпіонату України
  -  Бронзовий призер: 2014/15, 2016/17

- Друга ліга чемпіонату України (Група А)
  -  Переможець (2): 2007/08, 2013/14
  -  Срібний призер (1): 2009/10